# Велоспорт на Всеафриканских играх 2011
Велоспорт на Всеафриканских играх 2011.

## Обзор
Соревнования прошли с 8 по 11 сентября 2011 года в городе Мапуту, столице Мозамбика. Программа Игр включала только дисциплины шоссейного велоспорта — групповую гонку, индивидуальную гонку с раздельным стартом и командную гонку с раздельным стартом. Было разыграно пять комплектов медалей. Три среди мужчин и два среди женщин. 
По сравнению с предыдущими Играми программа соревнований претерпела ряд изменений. Командная групповая гонка была заменена на индивидуальную и командную гонку с раздельным стартом. В плане дисциплин программа соответствовала Играм 1995 года. А также не разыгрывались отдельно медали среди мужчин-гонщиков до 23 лет (категория U23). 
Всего медали завоевали представители трёх стран. Хозяева Игр остались без наград в велоспорте. Представители ЮАР в очередной раз доминировали, выиграв две третьих всех медалей, в том числе все пять золотых медалей. 

## Медалисты

### Шоссе

#### Мужчины
| Дисциплина                                | Золото                                                                      | Серебро                                                           | Бронза                                                                       |
| ----------------------------------------- | --------------------------------------------------------------------------- | ----------------------------------------------------------------- | ---------------------------------------------------------------------------- |
| Групповая гонка                           | Нолан Хоффман ЮАР                                                           | Джей Роберт Томсон ЮАР                                            | Рейнардт Янсе ван Ренсбург ЮАР                                               |
| Индивидуальная гонка с раздельным стартом | Рейнардт Янсе ван Ренсбург ЮАР                                              | Даррен Лилл ЮАР                                                   | Аззедин Лагаб Алжир                                                          |
| Командная гонка с раздельным стартом      | ЮАР Джей Роберт Томсон Нолан Хоффман Даррен Лилл Рейнардт Янсе ван Ренсбург | Маврикий Йолайн Калипсо Янник Линкольн Паскаль Ладо Хьюго Каэтане | Алжир Абдельбассет Ханначи Абдеррахман Бурецца Халед Абденби Халиль Тамарент |

#### Женщины
| Дисциплина                                | Золото            | Серебро                  | Бронза                   |
| ----------------------------------------- | ----------------- | ------------------------ | ------------------------ |
| Групповая гонка                           | Линетт Бургер ЮАР | Лисе Оливье ЮАР          | Орели Хальбвакс Маврикий |
| Индивидуальная гонка с раздельным стартом | Лисе Оливье ЮАР   | Орели Хальбвакс Маврикий | Линетт Бургер ЮАР        |

## Медальный зачёт
*   Принимающая страна (Мозамбик)
| Место          | Страна         | Золото | Серебро | Бронза | Всего |
| -------------- | -------------- | ------ | ------- | ------ | ----- |
| 1              | ЮАР            | 5      | 3       | 2      | 10    |
| 2              | Маврикий       | 0      | 2       | 1      | 3     |
| 3              | Алжир          | 0      | 0       | 2      | 2     |
| Всего стран: 3 | Всего стран: 3 | 5      | 5       | 5      | 15    |